# Gisela Pulido

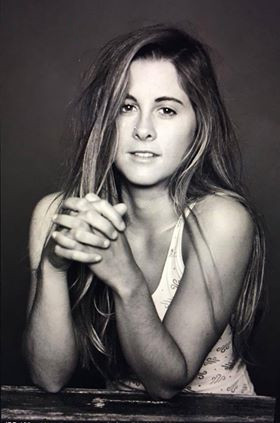
Gisela Pulido, 2016

Gisela Pulido (* 14. Januar 1994 in Premià de Mar, Barcelona, Spanien) ist eine spanische Kitesurferin und zehnfache Weltmeisterin.

## Werdegang
Pulido wurde im Jahr 2004 Juniorenweltmeisterin und Weltmeisterin im Kitesurfen.
2007 wurde sie mit 13 Jahren Weltmeisterin in Sankt Peter-Ording bei den Junioren. Auch 2008 hat sie die Kite-Weltmeisterschaft im Freestyle gewonnen. 2010 wurde sie Wave-Weltmeisterin. Sie startet heute als Profi in der World Tour der Professional Kiteboard Riders Association (PKRA) in der Disziplin Freestyle.
2011 holte sie ihren 8. Weltmeistertitel beim Kitesurfworldcup in St. Peter Ording in der Disziplin Freestyle. 2012 wurde sie Dritte bei der Freestyle-Weltmeisterschaft. 2013 gewann sie den Marsala World Cup Freestyle und mit ihrem Sieg beim Hainan Kitesurf Festival in China konnte sie im Oktober die Weltmeisterschaftswertung vor der Polin Karolina Winkowska für sich entscheiden und holte sich damit ihren neunten Freestyle-Weltmeisterschaftstitel.

## Sportliche Erfolge
| Datum/Jahr    | Rang | Wettbewerb                  | Austragungsort         | Bemerkung                                                                           |
| ------------- | ---- | --------------------------- | ---------------------- | ----------------------------------------------------------------------------------- |
| 13. Juni 2014 | 1    | Tarifa Masters of Kiteboard | Playa de Valdevaqueros | [ 3 ]                                                                               |
| 6. Nov. 2013  | 1    | World Cup Freestyle         | Haikou                 | Pulido sichert sich mit dem Sieg in China ihren neunten Freestyle-Weltmeistertitel. |
| 27. Juli 2013 | 1    | World Cup Freestyle         | Fuerteventura          | Sieg vor der Holländerin Annabel van Westerop                                       |
| 29. Juni 2013 | 1    | World Cup Freestyle         | Marsala                |                                                                                     |
| Juli 2012     | 1    | World Cup Freestyle         | Sankt Peter-Ording     |                                                                                     |
| Apr. 2012     | 1    | Mondial Du Vent             | Leucate                |                                                                                     |
| Juli 2011     | 1    | World Cup Freestyle         | Sankt Peter-Ording     |                                                                                     |
| Apr. 2011     | 1    | Mondial Du Vent             | Leucate                |                                                                                     |
| März 2011     | 1    | World Cup Freestyle         | Ad-Dakhla              |                                                                                     |
| Juli 2010     | 1    | World Cup Freestyle         | Sankt Peter-Ording     |                                                                                     |
| 2011          | 1    | World Cup Freestyle         | Fuerteventura          |                                                                                     |
| Apr. 2010     | 1    | Mondial Du Vent             | Leucate                |                                                                                     |
| Apr. 2008     | 1    | Mondial Du Vent             | Leucate                |                                                                                     |
| 2008          | 1    | World Cup Freestyle         | Fuerteventura          |                                                                                     |
| Juli 2007     | 1    | World Cup Freestyle         | Sankt Peter-Ording     |                                                                                     |
| 2007          | 1    | World Cup Freestyle         | Fuerteventura          |                                                                                     |
| 2006          | 1    | World Cup Freestyle         | Fuerteventura          |                                                                                     |